# Tephritis obscurata
Tephritis obscurata är en tvåvingeart som beskrevs av Erich Martin Hering 1938. Tephritis obscurata ingår i släktet Tephritis och familjen borrflugor. Inga underarter finns listade i Catalogue of Life.